# Frederico Rosa
Frederico Nobre Rosa (Castro Verde, 6 aprile 1957 – 17 febbraio 2019) è stato un calciatore portoghese, di ruolo difensore.

## Palmarès
- Campionato portoghese: 2

Benfica: 1980-1981, 1982-1983
- Coppa del Portogallo: 3

Benfica: 1979-1980, 1980-1981, 1982-1983
- Supercoppa di Portogallo: 1

Benfica: 1980